# 波よ聞いてくれ
『波よ聞いてくれ』（なみよきいてくれ、英語: Wave, Listen to me.）は、沙村広明による日本の青年漫画。北海道札幌市を舞台に、主人公がひょんなことからラジオパーソナリティとしてデビューし、奮闘する姿を描く。『月刊アフタヌーン』（講談社）において、2014年9月号から連載中。
2020年にテレビアニメ化され、2023年4月にはテレビ朝日系列でテレビドラマ化もされた。

## あらすじ
2015年6月4日、札幌市のスープカレー屋「VOYAGER」で働く鼓田ミナレは、職場のラジオから自分の声が流れていることに気づく。その前日、ミナレは偶然知り合った地元のラジオ局「MRS」のディレクター麻藤兼嗣に失恋の愚痴をこぼしていたが、その内容は麻藤によって密録されていたのだった。ミナレは放送を止めるためにMRSに乗り込むが、逆に麻藤に言いくるめられ、ラジオでアドリブトークを披露することになる。
その後、ミナレは深夜帯に冠番組を与えられ、VOYAGERで働きつつラジオパーソナリティとしての活動を開始する。ミナレの番組『波よ聞いてくれ』は、麻藤の意向により「回ごとに企画を変える」という方針が採られ、ミナレも自身の失恋から着想を得て制作された架空実況やオーディオドラマ、隣人を訪ねる収録、構成作家の取材旅行に同行してレポートを録音したりと、様々な番組作りに携わっていく。

## 登場人物
声の項は、テレビアニメ版における声優。

### 藻岩山ラジオ局（MRS）
本作の舞台となる札幌市のFMラジオ放送局。MRSは略称。コールサインはJOZV-FMで、周波数は82.6MHz。JFLの系列局で、北海道内に7か所の中継局を有し、札幌市のみならず北海道全域をカバーする。名前の通りラジオ局は藻岩山の中にあり、札幌界隈での聴取率はそこそこ高い。
鼓田 ミナレ（こだ ミナレ）
声 - 杉山里穂
本作の主人公。25歳、釧路市出身。VOYAGERの従業員。麻藤との出会いを機にラジオ業界へ足を踏み入れ、MRSで自身の冠番組を持つ。本人にその自覚は無かったが、常人とは一線を画すレベルで口が良く回り、麻藤に「26分間一度も噛んでない。素人ならば、台本を渡してリハしてさえあり得ない」と言わしめた。また、そのトークの内容も麻藤には「お前の喋りが一番面白く聴きやすかった」、久連木には「（放送作家の立つ瀬がないという意味で）面白くない」と評されている。
裏表がなく、サバサバとした性格の持ち主で、VOYAGERの一店員という立場でありながら、客の中には彼女をしっかり名前で覚えている人も多く、それはラジオ放送後にVOYAGERのブログにコメントが相次いだことからも分かる。私生活も仕事も恋愛も浅慮で、数々の失態をその場の勢いと気合で凌ぐ短絡的な性格ながら、番組トークにおけるアドリブの評価は高い。
使用している携帯電話はガラケー、持ち車はMT車、ネットサーフィンはVOYAGERのPCで事足りているという生活を送っている。
特殊小型船舶の免許を持っている。
「ミナ・レ」という名前にはアイヌ語で「ミナ = 笑う」という意味の動詞を含んでいる。
麻藤 兼嗣（まとう かねつぐ）
声 - 藤真秀
MRSの制作部チーフディレクター。49歳、福岡県出身のバツイチで娘がいる。ミナレの喋りの才能を見出し、ミナレをラジオ業界に誘った。ミナレがラジオパーソナリティとしての活動を始めてからは、ミナレの番組のディレクターも務めている。ノンスポンサーの番組を制作できる等、社内での発言権はかなり大きい。
かつてテレビ局に勤務していたが、シセル光明という芸人と出会ったことがきっかけでラジオ局へ移った過去を持つ。
南波 瑞穂（なんば みずほ）
声 - 石見舞菜香
MRSのアシスタントディレクター。大滝村（現 伊達市大滝区）出身。面倒見がよく几帳面な性格。ラジオパーソナリティとして活動を開始したミナレを自室に居候させており、また彼女の番組作りにも協力している。
高い女子力の持ち主だが、男女交際の経験はない。同僚の甲本に慕情を抱かれているが、自身は構成作家の久連木に好意を寄せており、久連木と親密な仲の茅代まどかに対抗心を抱いている。
ペットとしてふらかん、ほどこん、おきゅうほんという3匹の亀を飼っている。
茅代 まどか（ちしろ まどか）
声 - 大原さやか
MRSでトップクラスの人気を誇る番組『September Blue Moon』のメイン・パーソナリティ。ミナレのことを「面白い」と評価しているが、同時に敵視もしている。
久連木克三（くれこ かつみ）
声 - 山路和弘
MRSの雇われ放送作家。「呉ひさき」名義で官能小説家を兼業している。麻藤同様にミナレのことを高く評価している。
甲本 龍丞（こうもと りゅうすけ）
声 - 石川界人
MRSのレコーディング・エンジニア。南波に思いを寄せている。
加工猿（かこうえん）・加工豚（かこうとん）
声 - 田中正彦（加工猿）・龍田直樹（加工豚）
MRSの音声効果を担当するベテランの2人組。本名は不明。かつて「音の大将軍」と呼ばれていた伝説の音効。退職する予定だったところを麻藤に引き抜かれた。

### VOYAGER（ボイジャー）
すすきのにある大繁盛のスープカレー屋。様々なパンと組み合わせて食べられることが売りで、店長の宝田は「パンとカレーの夢空間」をモットーとしている。老舗のスープカレー店「ががーりん」の味を後世に伝えていく分店としてスタートしており、また「ががーりん」の店長は宝田の師匠にあたる。店内に置かれているラジオからはMRSの番組が流れており、ミナレがラジオパーソナリティになるきっかけを作っている。東京都新宿区にあるスープカレー屋「東京ドミニカ」がモデルとなっている。
中原 忠也（なかはら ちゅうや）
声 - 矢野正明
従業員。キッチン担当。ミナレの後輩で彼女に好意を寄せており、ミナレの奇行に呆れたりツッコんだりしながらも、基本的に受け入れている。三枚目的な風貌によらず誠実かつ他人にも損得なしに親身に接する善良な性格の人物であるため、同僚の城華マキエから好意を寄せられているが、そのことには気づいていない。
城華 マキエ（たちばな マキエ）
声 - 能登麻美子
従業員。過保護な兄がおり、兄によって自宅に軟禁されていたが、兄が交通事故を起こしてVOYAGERに迷惑をかけたため、その償いとして働き始めたという経緯を持つ。生真面目かつやや重い性格で、本人もそれを自覚している。
VOYAGERに勤め出してからは中原の家に居候しており、またラジオのメール職人としても活動している。自らに親切に接してくれた中原を慕っているが気付いて貰えないため、彼の気持ちを知りながらすげない態度を取るミナレに対しては、やや辛辣。
宝田 嘉樹（たからだ よしき）
声 - 島田敏
店長。同性愛者。すすきのの激戦区でカレー店を繁盛させている敏腕経営者。店のイメージを壊すミナレを嫌っているが、人手が足りないためなかなかクビにできないでいる。
柳川 国男（やながわ くにお）
アルバイト。25歳でインド人のような顔つきをしている。
井出（いで）
アルバイト。夏祭り出店時に緊急で雇われた。

### 波の智慧派
和寒町に本拠を置く宗教法人。マスコミ関係者を拉致・監禁しては自分たちに都合の良い番組を放送させている。
トリキュミア花輪（トリキュミア はなわ）
波の智慧派代表。かつては東京のキー局でプロデューサーをしていたが、ドキュメンタリー番組制作中にヤラセをして、失脚。現在はマスコミ関係者を拉致・監禁しては自分に都合の良い番組を放送させている。番組内容は教団のプロパガンダではなく、久連木が「面白い」と認めるほど。
穂隠（ほかくし） / パリロイア
教団の広報を担当する女性。花輪の愛人でもある。ハニートラップ要員として久連木を誘惑するが、相手にされない。巨乳の持ち主。
妻木 ヒロミ（さいき ヒロミ） / クリュドニオン
ミナレの世話係を務める美少年。16歳。ミナレに惚れる。教団摘発後はミナレが住んでいたアパートに母と共に住みつき、ミナレに色々と利用される。
ロティオン
巫女。美しい声の持ち主でミナレのラジオ番組に教団から派遣されて出演する。蔵王で記憶喪失中に波の智慧派に救出された。

### その他
シセル光明（シセル こうめい）
声 - 木下紗華
麻藤の憧れの芸人。30年前に活動していた。ミナレとスキル面がよく似ている。
須賀 光雄（すが みつお）
声 - 浪川大輔
ミナレの元恋人。福岡県出身。実家の町工場が倒産しそうという嘘をつき、ミナレから50万円を借りて行方をくらませた。
沖 進次（おき しんじ）
声 - 内山昂輝
ミナレが暮らすアパートの1階に住む住人。ミナレが泥酔した際に何度も部屋に乱入されている。
阿曽原 律子（あぞはら りつこ）
声 - 鬼頭明里
沖の恋人。スラブ系3世。蔵王のかもしか温泉で行方不明となる。
中原 芽衣子（なかはら めいこ）
声 - 新井里美
忠也の姉。1児の母。夫がキャバクラに行ったことで腹を立て、弟の部屋に舞い込む。
城華 亨（たちばな とおる）
声 - 伊藤健太郎
マキエの兄。元から妹に過保護だったが、両親が亡くなってから常軌を逸した束縛をするようになる。
多野 潤一（おおの じゅんいち）
引きこもり。かつては印刷会社に勤めていたが、同僚が義母と再婚すると知り、引きこもりになる。
多野 衿子（おおの えりこ）
潤一の義妹。潤一を社会復帰させようと尽力し、ミナレたちに協力を依頼する。過度に自分の善意を他人に押し付ける傾向がある。

## 作風
本作はラジオを題材としており、主人公・ミナレの喋りを軸としてストーリーが展開されている。作中ではラジオの話に加えてミナレの日常も描かれており、その両方がユーモラスかつ生々しく描写されている。
本作は「今度こそ間違いなく、人の死なない漫画」というコンセプトで描かれた作品であり、作者の代表作『無限の住人』とは正反対の作風である。このコンセプトについて、作者は「誰が読んでも大丈夫なマンガ」を描くという意図があり、そのために本作では「アクションやエログロといった要素」を封じた、と語っている。もっとも、作者の持ち味である「キャラクターのせりふのキレっぷり」は他の作品と変わらず、本作の担当編集者は、むしろラジオを題材にしたことで持ち味がより光る作品になった、と評している。
また、本作は作者が「現代的な恋愛劇」を志向して描いた作品でもあり、作中には現代に実在するものも多く登場する。一例として、コミックス第4巻では元力士の琴欧洲勝紀のブログが取り上げられており、本作で取り上げられたことをきっかけに琴欧洲のブログのアクセス数が伸びるという現象が起きている。

## 制作背景
担当編集者によると、本作に関する設定で最初に決まったのは「札幌を舞台とすること」だったといい、その後、主人公・ミナレの設定を練る中で「ラジオのお仕事」をさせるという案が出され、そこからラジオを題材とすることが決まったという。
作者は、ミナレのキャラクター造形について、「自分が昔から描いてきたタイプの女性キャラ」が現代の職業人として登場したらどうなるか試す意図があった、と発言している。その上で、ミナレの職業としてラジオパーソナリティが選ばれたのは、現場の雰囲気が番組の企画を左右するほど自由なラジオ業界を舞台にすれば漫画内イベントを起こしやすい、という理由からである。
他方で、本作にはミナレ以外にも作者がかつて描いた女性の流れをくむキャラクターが登場する。城華マキエが該当し、彼女は『無限の住人』の登場人物・乙橘槇絵を本作用に調整して再登場させたキャラクターである。作者によると、かつて知人の女性から「槇絵があの性格で現代にいたら相当、厄介な女」になると言われたといい、危うい女性像を描くために本作でマキエとして登場させたという。アニメ版でマキエを演じる能登は、テレビアニメ版の『無限の住人』にて槇絵を演じており、単行本冒頭や本作テレビアニメ版の公式サイトのキャラ紹介においても「作中最強の剣客ではない」などの言及がされている。

## 書誌情報
- 沙村広明 『波よ聞いてくれ』 講談社〈アフタヌーンKC〉、既刊12巻（2025年6月23日現在）
  1. 2015年5月22日第1刷発行（同日発売[24][25]）、ISBN 978-4-06-388058-8
  2. 2016年2月23日第1刷発行（同日発売[26]）、ISBN 978-4-06-388125-7
  3. 2016年11月22日第1刷発行（同日発売[27]）、ISBN 978-4-06-388214-8
  4. 2017年9月22日第1刷発行（同日発売[28]）、ISBN 978-4-06-388288-9
  5. 2018年7月23日第1刷発行（同日発売[29]）、ISBN 978-4-06-511983-9
  6. 2019年3月22日第1刷発行（同日発売[30]）、ISBN 978-4-06-514837-2
  7. 2019年12月23日第1刷発行（同日発売[31]）、ISBN 978-4-06-517924-6
  8. 2020年10月23日第1刷発行（同日発売[32][33]）、ISBN 978-4-06-521107-6
  9. 2022年1月21日第1刷発行（同日発売[34]）、ISBN 978-4-06-526548-2
  10. 2023年4月21日第1刷発行（同日発売[35]）、ISBN 978-4-06-531373-2
  11. 2024年4月23日第1刷発行（同日発売[36]）、ISBN 978-4-06-535140-6
  12. 2025年6月23日第1刷発行（同日発売[37]）、ISBN 978-4-06-539611-7

## ラジオ

### J-WAVE SELECTION RADIO×COMIC〜波よ聞いてくれ〜
2015年5月24日にJ-WAVEで放送されたコラボレーション特別番組。番組中ではコミックス第1巻をベースとするラジオドラマが放送された。ミナレの声は秀島史香が担当している。

### 波よ聞いてくれ 〜Wave,Listen to me!〜
2020年3月5日から6月25日までテレビアニメの放送と連動して毎週木曜日21時から21時30分に放送された、AIR-G'（エフエム北海道）とのコラボレーション番組。パーソナリティはテレビアニメ版のミナレを演じる杉山里穂。Twitter公式ハッシュタグは「#波よラジオ」。放送後にはスマホアプリ「Radiotalk」でも配信をおこなっている。
原作のMRSはJFL系列局という設定だが、J-WAVEは実際にJFLのラジオ局である一方、AIR-G'はJFN系列局である（北海道内ではNORTH WAVEがJFL系列局にあたる）。

#### コーナー
ノーカン!・抹消!・はんかくサイクロン!!
ミナレが担当するコーナー。北海道弁で「失敗」や「ドジ」をした時に使われる「はんかくさい」にちなんで、リスナーが様々な場面でやらかしてしまったことを抹消するコーナー。
道産歩便り
リスナーから杉山、他のリスナーにオススメしたい北海道各地のスポットや食べ物、思い出の場所を募集し、紹介するコーナー。
ミナレの札幌観光大使活動報告
杉山とミナレが担当するコーナー。新たな札幌情報を紹介するコーナーで、スタジオを飛び出してリポートすることもある。
moreスマイルmore琴欧州
番組ラストに行う、琴欧州のブログのように人々を癒すような一言を言うコーナー。

#### ゲスト
- 第2回 - 第3回 - tacica[40]
- 第8回 - 遥海（※コメントゲスト）[41]

## テレビアニメ
2019年10月8日、本作のテレビアニメ化が発表された。2020年4月から6月まで、毎日放送・TBSの『アニメイズム』B2ほかにて放送された。

### スタッフ
- 原作 - 沙村広明[4]
- 企画 - 村中悠介
- 監督 - 南川達馬[4]
- シリーズ構成・脚本 - 米村正二[4]
- キャラクターデザイン - 横田拓己[4]
- プロップデザイン - 齋藤敦史
- 美術監督 - 坂上裕文[4]
- 美術監修・設定 - 加藤浩
- 色彩設計 - 野地弘納[4]
- CGディレクター - 岸これみ
- 撮影監督 - 小池真由子[4]
- 編集 - 木村祥明[4]
- 音響監督 - 高橋剛[4]
- 音楽 - 岩﨑元是[4]
- 音楽プロデューサー - 酒井康平
- 音楽制作 - DMM music
- チーフプロデューサー - 鶴田直一、五十嵐秀幸、田中紀明
- プロデューサー - 松本拓也、川添千世、前田俊博、大塚大
- アニメーション制作 - サンライズ[4]
- 製作 - 藻岩山ラジオ編成局（DMM pictures、講談社、MBS、サンライズ）

### 主題歌
「aranami」
tacicaによるオープニングテーマ。作詞・作曲は猪狩翔一、編曲はtacicaと野村陽一郎。
「Pride」
遥海によるエンディングテーマ。作詞・作曲はTomoLowとYui Mugino、編曲はTomoLow。
「Believe In Myself」
遥海による第4話挿入歌。作詞・作曲は佐々木恵梨、編曲は中村ヒロ。
「見上げてごらん夜の星を」
坂本九による第12話挿入歌。作詞は永六輔、作曲はいずみたく。

### 各話リスト
| 話数   | サブタイトル       | 絵コンテ   | 演出       | 作画監督                                                                               | 初放送日      |
| ------ | ------------------ | ---------- | ---------- | -------------------------------------------------------------------------------------- | ------------- |
| 第1話  | お前を許さない     | 南川達馬   | 南川達馬   | 冨吉幸希 市原圭子                                                                      | 2020年 4月4日 |
| 第2話  | 奴らが憎い         | 河原龍太   | 河原龍太   | 吉田雄一 久松沙紀                                                                      | 4月11日       |
| 第3話  | お前らは緩い       | 岡田堅二朗 | 小谷野竜成 | 石原満 山岡信一                                                                        | 4月18日       |
| 第4話  | 君は笑わない       | 南川達馬   | 長友孝和   | 神谷美也子 徳永竜志 山内尚樹                                                           | 4月25日       |
| 第5話  | 生かして帰さない   | 島崎奈々子 | 島崎奈々子 | 岡崎洋美 志賀道憲 吉山隆士                                                             | 5月2日        |
| 第6話  | そんなものはいない | 河村智之   | 河村智之   | 冨吉幸希 吉田雄一                                                                      | 5月9日        |
| 第7話  | 私は哭きたい       | 大橋誉志光 | 阿部雅司   | 新井達也 山根理宏 野口征恒                                                             | 5月16日       |
| 第8話  | 電話じゃ話せない   | 河原龍太   | 河原龍太   | 久松沙紀 吉田雄一                                                                      | 5月23日       |
| 第9話  | お前を信じない     | 長友孝和   | 長友孝和   | 神谷美也子 吉山隆士                                                                    | 5月30日       |
| 第10話 | 私がせねばなるまい | 島崎奈々子 | 島崎奈々子 | 岡崎洋美 粕川みゆき 清水文乃 髙橋あやこ 徳永竜志                                       | 6月6日        |
| 第11話 | 嫌気生物は畏れない | 長友孝和   | 小谷野竜成 | 石原満 山岡信一                                                                        | 6月13日       |
| 第12話 | あなたに届けたい   | 南川達馬   | 南川達馬   | 岡崎洋美 粕川みゆき 神谷美也子 髙橋あやこ 徳永竜志 冨吉幸希 久松沙紀 吉田雄一 吉山隆士 | 6月20日       |

### 放送局
| 放送期間               | 放送時間                     | 放送局     | 対象地域       | 備考                                       |
| ---------------------- | ---------------------------- | ---------- | -------------- | ------------------------------------------ |
| 2020年4月4日 - 6月20日 | 土曜 2:25 - 2:55（金曜深夜） | 毎日放送   | 近畿広域圏     | 製作参加 / 字幕放送 / 『アニメイズム』B2枠 |
|                        |                              | TBSテレビ  | 関東広域圏     | 字幕放送 / 『アニメイズム』B2枠            |
|                        | 土曜 3:00 - 3:30（金曜深夜） | BS-TBS     | 日本全域       | BS/BS4K放送 / 『アニメイズム』B2枠         |
| 2020年4月6日 - 6月22日 | 月曜 1:25 - 1:55（日曜深夜） | 北海道放送 | 北海道         | 作品の舞台 / 字幕放送                      |
| 2020年4月7日 - 6月23日 | 火曜 23:00 - 23:30           | AT-X       | 日本全域       | CS放送 / 字幕放送 / リピート放送あり       |
| 2020年4月18日 - 7月4日 | 土曜 1:55 - 2:25（金曜深夜） | 山陰放送   | 鳥取県・島根県 | 『森谷佳奈のアニ物語』枠                   |
| 2020年4月22日 - 7月8日 | 水曜 1:55 - 2:24（火曜深夜） | 静岡放送   | 静岡県         | 『アニメ6区』枠                            |

| 配信開始日   | 配信時間                   | 配信サイト |
| ------------ | -------------------------- | --- |
| 2020年4月4日 | 土曜 2:55（金曜深夜） 更新 | dアニメストア U-NEXT アニメ放題 |
| 2020年4月7日 | 火曜 2:55（月曜深夜） 更新 | DMM.com FOD GYAO! Netflix ひかりTV MBS動画イズム ニコニコチャンネル dTV ビデオマーケット TVer クランクイン!ビデオ music.jp Amazonプライム・ビデオ |
|              | 火曜 12:00 更新            | バンダイチャンネル J:COMオンデマンド Hulu auスマートパスプレミアム TELASA                                                                         |
|              | 火曜 22:30 - 23:00         | ニコニコ生放送 |

### BD
| 巻 | 発売日        | 収録話         | 規格品番  |
| -- | ------------- | -------------- | --------- |
| 上 | 2020年7月29日 | 第1話 - 第6話  | DMPXA-114 |
| 下 | 2020年9月30日 | 第7話 - 第12話 | DMPXA-116 |

| 毎日放送・TBS アニメイズム B2 | 毎日放送・TBS アニメイズム B2 | 毎日放送・TBS アニメイズム B2                                                            |
| 前番組                        | 番組名                        | 次番組                                                                                   |
| ----------------------------- | ----------------------------- | ---------------------------------------------------------------------------------------- |
| ランウェイで笑って            | 波よ聞いてくれ                | ハイキュー!! TO THE TOP （第1クール） （再放送） ↓ ハイキュー!! TO THE TOP （第2クール） |

## テレビドラマ
2023年4月21日から6月9日まで、テレビ朝日系「金曜ナイトドラマ」枠で放送された。主演は小芝風花。
ラジオ局のロケーション撮影は栃木県を放送エリアとしているエフエム栃木にて行われている。また、同局の番組『RBZ friday』では放送期間中、出演者が見所を伝えるコーナーが放送された。
原作の舞台は北海道札幌市だが、テレビドラマでは千葉県の架空の街・沙村市高崎区舞波町に設定変更されている。
第2話以降、番組の冒頭で人気ラジオパーソナリティが前話までのあらすじをラジオのDJ風に紹介した。

### あらすじ（テレビドラマ）
第1話
スープカレー屋「VOYAGER」で働く鼓田ミナレは、地元のラジオ局「MRS」のディレクター麻藤兼嗣に嵌められ、須賀光雄に失恋した上、騙されて金を持ち逃げされたと愚痴る様子をラジオでオンエアされる。ミナレは抗議に向かうが、逆に麻藤に言いくるめられ、ラジオでアドリブトークを披露することになる。
第2話
『波よ聞いてくれ』に怪奇現象について調べてほしいという依頼ファックスが寄せられる。依頼者の沖進次はミナレと同じマンションの下の階の住人だった。取材に訪れたミナレとADの南波瑞穂は天井から血が滴るのを目撃する。天井裏に上がったミナレは肉塊を発見し、警察に通報する。しかし、天井裏の肉塊はミナレが床下収納に放置した実家から送られたマトン肉が腐ったもので、ミナレは番組で公開謝罪する。
第3話
MRSの人気ラジオパーソナリティ・茅代まどかの大学時代の元交際相手・鶴田竜也は寄りを戻そうと、彼女の番組へ想いを伝えるメールを一方的に送信する。思いが通じなかった鶴田はVOYAGERを訪れ、『波よ聞いてくれ』の中でまどかに公開プロポーズをさせてほしいとミナレに懇願する。ミナレは鶴田の公開プロポーズを放送するが、直後に彼に公開説教をする。番組に乱入したまどかにも「あなたは私の人生に必要ない」と断言される。
第4話
放送作家・久連木克三が出版社のセクシーな女性・穂隠愛理をVOYAGERに同伴する。翌日、連絡が取れなくなった久連木から普段とは違う丁寧すぎる文面で、番組台本と意味不明のラップの歌詞がMRSへ送信されてくる。ミナレが歌うラップをエンジニアの箱坂富美が逆再生すると「タスケテクレ　カンキンサレテイル…」と聞こえ、指摘する空きビルに向かうと、久連木は公共電波の面白い番組の復権を目論む花輪富明を支持する謎の集団に監禁されていた。花輪は電波ジャックの正当性を主張するが、必死にもがき番組制作しているので、ほっておいてくれとミナレに一蹴され、その言葉に負けを認めた穂隠は、久連木を解放する。
第5話
夜な夜な外出するVOYAGERのスタッフ城華マキエを心配する同僚の中原忠也は彼女を尾行し、ミナレは番組にするためそれに同行する。マキエはHCBラジオの『アナグマ禁猟時間』で人気の芸人・アナグマ治郎と彼の自宅マンションに入り、ほどなく、治郎と破局したグラビアモデル・大神みんとも彼の部屋に入室する。ミナレたちは治郎の部屋に突入すると、みんとがマキエに寝取られたと治郎に包丁を向ける真っ最中であった。マキエは自分が『アナグマ禁猟時間』で話題をさらった投稿者・ジョーカー・スコンスキーと明かし、治郎の所有する古いラジオ番組の資料を閲覧するため部屋を訪れ、誤解を招いたと謝罪する。マキエはシスコンの兄・城華亨の束縛から逃れるため、放送作家として独り立ちすると兄に宣言する。
第6話
MRSラジオの『ヒロナツ・トーク』で人気のカップルインフルエンサー・澤木廣貴と西堀菜樹は奇抜発言で目立とうとリスナーの容姿をけなし番組が炎上するが、『波よ聞いてくれ』のほうがさらに過激な番組だと炎上を飛び火させる。番組ディレクターの前下友亮は炎上を鎮静化させようと『波よ聞いてくれ』で謝罪文を読み上げさせ幕引きを図ろうとするが、ヒロナツが自分たちの言葉で謝罪しないことをミナレに公開説教され、編成部長の大祝香も謝罪の意思がないと判断し、「ヒロナツ・トーク」の番組打ち切りが発表される。
第7話
『波よ聞いてくれ』に、引きこもりの長男の悩みを聞き出して欲しいと母親から依頼メールが届く。麻藤に制作を任され乗り気の瑞穂は渋るミナレを伴い、依頼者の多野家を訪問、連れ子を持つ片親同士が再婚後、実父が亡くなり、家族に血縁関係が一人もいなくなった青年・多野潤一と接触する。潤一は劣等感の強い青年で、2年前、義母の深雪が彼が勤めていた会社の先輩と再婚すると知り、家から追放されると疑心暗鬼となり、籠城するようになったとミナレの強引なネゴに屈し告白する。本当の依頼者の義妹・衿子が心配する中、潤一はミナレに老人ホームの出張スープカレー店で働かされ、高齢者と接し立ち直ったと思われたが、一人暮らしするのに、老人と同じく劣等感を抱かないであろう犯罪者相手の刑務官を目指すと宣言する。
最終話
ミナレの母・鼓田唯が目標もなく生きるミナレに堅実な男性と見合いさせると北海道から現れ、周囲を説き伏せ彼女を連れ帰ろうとする。ミナレは日本一のラジオパーソナリティになる夢があり、ラジオ業界最大のイベント『ジューンブライド・ラジオ』の出演者の最終候補に選ばれたと告げたことから、唯はイベント出演がダメならば見合いをするよう条件を突き付ける。イベント出演の選考に影響する次回放送の『波よ聞いてくれ』にミナレは意気込むが、放送直前に千葉で地震が発生し、街全体が停電となる。番組は放送休止になると思われたが、麻藤は「こういう時だからこそ、お前の声をラジオで届ける意味がある」とミナレをMRSに呼び出し、被災で不安なリスナーに向けミナレは地震情報を織り交ぜ夜明けまでトークを繰り広げる。ミナレの放送を聞き、彼女が周囲から愛され必要とされていると知った唯は、麻藤に娘をよろしく頼みますと挨拶し、北海道に引き返す。

### キャスト

#### 主要人物
鼓田ミナレ（こだ ミナレ）〈26〉
演 - 小芝風花
本作の主人公。スープカレー屋のアルバイトから、地元ラジオ局で深夜ラジオのラジオパーソナリティとなる。

#### MRS（円山ラジオ）
麻藤兼嗣（まとう かねつぐ）〈49〉
演 - 北村一輝
ミナレをラジオ業界に導く制作チーフディレクター。
南波瑞穂（なんば みずほ）〈23〉
演 - 原菜乃華
麻藤の部下でAD。マンションを追い出されたミナレを自宅アパートに招き入れる。
中学生のころから放送作家としてファンであった、年の離れた久連木に想いを寄せる。
落ち込むと一心不乱に包丁を研ぐ癖がある。
箱坂富美（はこざか ふみ）〈24〉
演 - 井頭愛海
レコーディングエンジニア。
久連木克三（くれこ かつみ） / 呉ひさき（くれ ひさき）〈52〉
演 - 小市慢太郎
瑞穂が憧れを抱くMRSの雇われ放送作家。「呉ひさき」名義で官能小説家を兼業している。
茅代まどか（ちしろ まどか）〈35〉
演 - 平野綾
人気ラジオパーソナリティ。ミナレに敵対心をむき出しにする。

#### VOYAGER
ミナレがアルバイトしているスープカレー屋。
中原忠也（なかはら ちゅうや）〈26〉
演 - 片寄涼太
ミナレの同僚。ミナレに好意を寄せる。
城華マキエ（たちばな マキエ）〈24〉
演 - 中村ゆりか
「VOYAGER」に突如現れ、ミナレと中原に接近する謎の美女。
店長を負傷させた兄の贖罪に、VOYAGERでバイトとして働くようになる。
シスコンの兄・亨に自宅に6年間軟禁されていたが逃げ出し、中原に誘われ彼の自宅に居候する。
投稿ネーム「ジョーカー・スコンスキー」でラジオ番組にネタを投稿し、放送作家を志望する。
宝田嘉樹（たからだ よしき）〈45〉
演 - 西村瑞樹（バイきんぐ）
店長。同性愛者でイケメン細マッチョがタイプ。
久古蘭（きゅうこ らん）〈29〉
演 - 中川知香
常連客。月刊誌「LAMED」の編集者。ドラマオリジナルキャラクター。

#### その他（キャスト）
城華亨（たちばな とおる）
演 - 庄野崎謙
マキエの兄。車道に飛び出してきた宝田を車ではねて負傷させる。
両親の死後、マキエを6年間自宅に軟禁していた。
シセル光明（シセル こうめい）
演 - 小芝風花（二役）
小劇場や地方ラジオで活躍する麻藤の憧れの女芸人。故人。北海道出身。当時テレビマンだった麻藤にテレビ出演を口説かれる。
20年近く前に、ネット社会の到来とその影響力を予見していた。ミナレと容姿がよく似ているが、芸風はインテリで正反対。
生前、渡航前にミナレを連想させる姪っ子の存在を麻藤に語っていたが、少なくともミナレの母方の親戚ではないと明らかになる。

#### ゲスト

##### 第1話
沖進次
演 - 稲葉友（第2話）
ミナレの住むアパートの下階の住人。泥酔したミナレに何度も部屋に乱入されている。
マッチングアプリで出会った女性・律子の霊に苦しめられ、自宅アパートの天井から血が滴るとMRSにファックスを送信する。
沖が律子を殺害したことを現実逃避し、アパート自室の天井裏に隠した彼女のバラバラ遺体から血が滴っているとミナレは見立てるが、ミナレが以前、父・マコトから送られ処分に困り床下収納に放置した食べきれない量のマトン肉と、排水管からの漏水が原因であった。
須賀光雄
演 - 内藤秀一郎
ミナレの元恋人。福岡県出身。実家の町工場が倒産しそうだとミナレから50万円をだまし取って姿を消す。
ミナレとは別に交際していた女性に殺されかけるが、ミナレのラジオドラマ（架空生実況）のおかげで命拾いする。
先生
演 - 愛（ヨネダ2000）、声 - 平野綾
ラジオドラマに登場する白装束に身を包み、手に錫杖を握って白い仮面を被る怪しげな人物。
魂を浄化すると称し、福祉がしっかりしているスェーデンの農家の次男に生まれ変わるよう亡くなった光雄に念を送る。
光雄にだまされていた女性
演 - 小槙まこ
頭部をバットで殴打した光雄の身柄を拘束し、刃物で殺害しようとするが、ミナレのラジオドラマで光雄を刃物で殺害する女性のシチュエーションを聞き、怖気づいて退散する。
VOYAGERの客
演 - 西島かれん、内海香織
VOYAGERでスープカレーのAセットとBセットを注文する二人組の女性客。
受付嬢
演 - 大塚かなえ
酔って失恋の愚痴を話す様子をラジオで流されたことに気づき、MRSに乗り込んできたミナレに対応する。
警備員
演 - 磯崎義知
MRSのスタッフルームに乗り込もうとするミナレを制止する。
警察官
演 - 杉本泰郷、荒川浩平
自室に送り届けてくれた沖を不審者と勘違いしたミナレに通報で呼び出される。

##### 第2話
メンズ
演 - 植村颯太
宝田が追い回す好みのメンズ。
アルバイト候補
演 - 阿佐辰美
ミナレの代わりにVOYAGERのアルバイトに宝田が雇おうとした男性。宝田の好みのタイプ。
親が難病とのことで宝田が治療費を渡すが、実は詐欺の常習犯で警察に発見され逃亡する。
阿曽原律子
演 - 二宮芽生
沖がマッチングアプリで出会った女性。温泉デートで沖と冬山へ登山するが、火山ガスで彼が意識を失ってはぐれて以降、消息不明となる。
沖に迷惑をかけたミナレに『波よ聞いてくれ』内で、贖罪のために名前を呼びかけられる。

##### 第3話
鼓田マコト
演 - 立川談春
ミナレの父親。収録をストックしておきたい麻藤がミナレに「電話で親子喧嘩」のネタを提案され、ミナレから電話を掛けられる。
ミナレの名前はかつて交際していた3人の愛人ミチル、ナツコ、レイコの頭文字が由来と明かす。
鶴田竜也（かくた たつや）
演 - 青柳翔
まどかのストーカー。まどかの大学の同級生で元交際相手。
大学時代にまどかを振っているが、寄りを戻そうと、彼女の番組へ想いを伝えるメールを一方的に送信する。
VOYAGERを訪れ、ミナレの番組でまどかに公開プロポーズをさせて欲しいと頼み込みプロポーズが放送されるが、ミナレに相手の気持ちも考えず一方的に求婚する態度を糾弾され、番組に乱入したまどかにも「あなたは私の人生に必要ない」と断言される。
太宰芽衣子
演 - 藤原ひとみ（第5話・最終話）
中原の姉。夫婦ケンカし、家出して中原の家に押しかける。
太宰花
演 - 磯村アメリ（第5話・最終話）
芽衣子の娘。芽衣子と共に中原の家に押しかける。

##### 第4話
花輪富明（はなわ とみあき）
演 - 飯田基祐
元キー局のテレビプロデューサー。ヤラセの発覚で局を追われるが、番組制作者に自分の企画した番組を制作させ電波ジャックを行う。
公共電波の面白いラジオ、テレビ番組を復権させようと、企画を練らすため穂隠にハニートラップで久連木を拉致させる。
ミナレたちに久連木の監禁場所を突き止められると自身の電波ジャックの正当性を主張するが、局内の制作者は必死にもがいて番組制作しているので、ほっておいてくれとミナレに一蹴される。
穂隠愛理（ほかくし あいり）
演 - 片山萌美
久連木がVOYAGERに連れてきた出版社のセクシーな女性。元構成作家志望で、花輪の電波ジャック活動に協力する。
ミナレが花輪に放った言葉に負けを認め、拉致監禁した久連木を解放する。
構成員
演 - 宮田博一、登峯一
花輪の電波ジャック活動の構成員。久連木を拉致し、空きビルに監禁する。
警察
演 - 小沼朝生、古谷佳也
麻藤からの通報で空きビルに拉致された久連木の救出に向かう。

##### 第5話
アナグマ泰治
HCBラジオの『アナグマ禁猟時間』で人気の芸人コンビ。
アナグマ泰三
演 - ちゅうえい（流れ星☆）（第4話）
アナグマ治郎
演 - たきうえ（流れ星☆）（第4話）
『アナグマ禁猟時間』にネタを投稿していた放送作家志望のマキエを自宅マンションに招く。
大神みんと
演 - 玉田志織
アナグマ治郎との密会がスクープされたグラビアモデル。
事務所の社長により別れさせられた治郎との復縁を迫り、彼のマンションに会いに行くが、マキエと遭遇し、裏切られたと包丁を持ち襲い掛かる。その場にミナレに乱入されたため、近づけば死ぬと自分に包丁を向けるが、相手にされなかったため、気抜けしてしまう。
西木いさむ
演 - 水野智則
『アナグマ禁猟時間』のディレクター。
ラジオスタッフ
演 - 花岡翔太
『アナグマ禁猟時間』のスタッフ。
師匠
演 - 栗田芳宏
宝田店長のカレースープの師匠で中原の祖父という設定のラジオドラマの登場人物。

##### 第6話
ヒロナツSTYLE
MRSラジオの冠番組『ヒロナツ・トーク』で人気のカップル・インフルエンサー。
澤木廣貴〈24〉、西堀菜樹〈23〉
演 - カルマ、花音
番組内のコーナー「告白前相談室」で、人気低迷から脱するため、奇抜発言で注目を浴びようと女性に告白予定の男性の容姿をけなす発言をして炎上騒ぎを起こすが、『波よ聞いてくれ』はもっと過激な番組だと炎上を飛び火させる。
大祝香（おおほうり かおり）
演 - 黒谷友香
MRSの編成部長兼アナウンサー。麻藤の元妻。『ヒロナツ・トーク』での炎上騒ぎをうけ、「炎上防止・対策講習」を実施し、ミナレと麻藤を参加させる。
前下友亮（まえした ともあき）
演 - 小多田直樹
『ヒロナツ・トーク』のディレクター。番組内でヒロナツに想定外の暴言を吐かれ、巻き起こった炎上騒ぎの苦情電話の対応に苦慮し、『波よ聞いてくれ』にヒロナツをゲスト出演させ、生謝罪をさせ騒ぎの鎮静化を図ろうとする。

##### 第7話
多野潤一（おおの じゅんいち）〈26〉
演 - 橋本淳
自室に引きこもり続ける青年。家族や同級生、職場の同僚に何らかのコンプレックスを持つ劣等感の塊。かつてはある会社の総務課に勤めていたが、会社の先輩が義母と再婚すると知り、実父が建てた家から追い出されるのではないかと疑心暗鬼となり、彼曰く、引きこもりではなく、そのことに抵抗するため籠城していた。ミナレたちに社会復帰のリハビリとして老人ホームの出張スープカレー店で働かされ、高齢者たちと接したことで立ち直ったと思われたが、老人たちには劣等感を抱かず優越感を味わえたことから、劣等感を抱かない犯罪者相手の刑務官を目指すと宣言する。
多野衿子（おおの えりこ）
演 - 菊地姫奈
潤一の義妹（深雪の連れ子）。潤一を社会復帰させようと、母の名を騙り『波よ聞いてくれ』のミナレへ相談メールを送る。過度に自分の善意を他人に押し付け、逆に苦しめるタイプ。
多野深雪（おおの みゆき）
演 - 遊井亮子
潤一の義母（潤一の亡父の再婚相手）。引きこもる潤一を放置する。放任主義。
江原
演 - 城野マサト
潤一が勤めていた会社の先輩社員。彼の義母・深雪と再婚予定。
女性
演 - 佐藤里穂、森麻里百
潤一が勤めていた会社の女性社員。給湯室で江原の結婚相手が、総務課の潤一の義母・深雪ではないかと噂話をする。
老人ホームの入居者
演 - ふたむら幸則、おぎのきみ子、河原康二
老人ホーム「あんじゅの家」に入居する高齢者。出張スープカレー店で食事を取る。

##### 最終話
鼓田唯（こだ ゆい）
演 - 高島礼子
ミナレの母親。管理栄養士で一家の大黒柱。ミナレが最も恐れる人物。
父親のチャランポランさ、自身の「ダメ男好き」を引き継いでしまったミナレに責任を感じ、堅実な男性と見合いさせようと、北海道に連れ帰ろうとする。
転職活動連敗もうダメぽ
演 - 小森隼（GENERATIONS）
『波よ聞いてくれ』のリスナー。転職活動中の男性。地震発生時の『波よ聞いてくれ』にメールを送り採用され、励まされる。
翌朝、番組で聞いた「VOYAGER」で振舞われた炊き出しのスープカレーを食べに来店する。
アナウンサー
声 - 島本真衣（テレビ朝日アナウンサー）
千葉で地震が発生したため、MRSから緊急地震速報で被害状況のニュースを読み上げる。
太宰
声 - 迫田恵介
中原の姉の夫。夫婦仲が悪く別居していたが、地震に遭った妻子が心配で駆け付けた。

### スタッフ
- 原作 - 沙村広明『波よ聞いてくれ』（講談社『月刊アフタヌーン』連載）[5]
- 脚本 - 古家和尚[5]
- 音楽 - 林ゆうき、山城ショウゴ[5]
- 主題歌 - マカロニえんぴつ「愛の波」（TOY'S FACTORY）[90]
- 演出 - 住田崇[5]、片山修[5]、植田尚[5]
- ナレーター - 出演ラジオなど
  - クリス・ペプラー[91]（第2話） - J-WAVE開局以来のラジオパーソナリティ
  - ファーストサマーウイカ[92]（第3話） - ファーストサマーウイカのオールナイトニッポン0(ZERO)
  - 向井慧（パンサー）[93]（第4話） - パンサー向井の＃ふらっと など
  - 宇多丸（RHYMESTER）[94]（第5話） - アフター6ジャンクション2
  - マンボウやしろ[95]（第6話） - Skyrocket Company
  - 久保史緒里（乃木坂46）[96]（第7話） - 乃木坂46のオールナイトニッポン
  - 杉山里穂[97]（最終話） - アニメ版 『波よ聞いてくれ』 ミナレ役の声優
- スープカレー協力 - スープカレーGARAKU中野店[98]
- 音楽協力 - JOYSOUND
- LGBTQ監修 - 柳沢正和
- エグゼクティブプロデューサー - 内山聖子（テレビ朝日）[5]
- プロデューサー - 高崎壮太（テレビ朝日）、神通勉（MMJ）[5]
- 制作 - テレビ朝日、MMJ

### 放送日程
| 話数                                                         | 放送日  | サブタイトル       | 演出   | 視聴率 |
| ------------------------------------------------------------ | ------- | ------------------ | ------ | ------ |
| 第1話                                                        | 4月21日 | お前を許さない     | 住田崇 | 4.1%   |
| 第2話                                                        | 4月28日 | 君と向き合いたい   | 住田崇 |        |
| 第3話                                                        | 5月05日 | あなたに言いたい   | 片山修 |        |
| 第4話                                                        | 5月12日 | 私は変わりたい     | 片山修 |        |
| 第5話                                                        | 5月19日 | あの人に伝えたい   | 植田尚 |        |
| 第6話                                                        | 5月26日 | 彼らは逃がさない   | 住田崇 |        |
| 第7話                                                        | 6月02日 | 奴らには騙されない | 植田尚 |        |
| 最終話                                                       | 6月09日 | お前らに届けたい   | 住田崇 |        |
| （視聴率はビデオリサーチ調べ、関東地区・世帯・リアルタイム） |         |                    |        |        |

### 受賞
- ギャラクシー賞
  - テレビ部門 2023年6月度月間賞[101]
  - 第61回(上期)テレビ部門奨励賞

### 波風よ立ってくれ
『波風よ立ってくれ』のタイトルで、動画配信サービス「TELASA」にて、4月28日の第2話放送終了後から配信中。主演は片寄涼太。
また、5月29日（28日深夜）よりテレビ朝日（関東ローカル）の「テラサってる?」枠で地上波初放送された。

#### キャスト（スピンオフドラマ1）
- 中原忠也 - 片寄涼太（GENERATIONS）[68]
- 城華マキエ - 中村ゆりか[68]
- 太宰芽衣子（忠也の姉） - 藤原ひとみ[68]
- 太宰花（芽衣子の娘）- 磯村アメリ[67][68]

##### ゲスト（スピンオフドラマ1）
- 太宰一雄（芽衣子の夫） - 迫田恵介[88]（最終話）

#### スタッフ（スピンオフドラマ1）
- 原作 - 沙村広明『波よ聞いてくれ』（講談社『月刊アフタヌーン』連載）[103]
- 脚本 - 古家和尚[103]
- 音楽 - 山城ショウゴ、林ゆうき[103]
- 監督 - 橋本侑次朗[103]
- エグゼクティブプロデューサー - 内山聖子（テレビ朝日）[103]
- プロデューサー - 高崎壮太（テレビ朝日）、神通勉（MMJ）[103]
- 制作著作 - テレビ朝日、MMJ[103]

#### 配信日程（スピンオフドラマ1）
| 各話   | 配信日  | 地上波  | サブタイトル         |
| ------ | ------- | ------- | -------------------- |
| 第01話 | 4月29日 | 5月29日 | そんなモノはいない   |
| 第02話 | 5月13日 |         | この状況はあり得ない |
| 最終話 | 6月10日 |         | 勝てば問題ない       |

### 荒波よ揉んでくれ
『荒波よ揉んでくれ〜南波瑞穂のAD奮闘記〜』のタイトルで、第5話放送終了後からTVerにて配信。主演は原菜乃華。

#### キャスト（スピンオフドラマ2）
- 南波瑞穂 - 原菜乃華
- 茅代まどか - 平野綾
- 箱坂富美 - 井頭愛海
- 男性スタッフの声 - クレジットなし

#### スタッフ（スピンオフドラマ2）
- 脚本 - 永井ふわふわ
- 音楽 - 林ゆうき、山城ショウゴ
- 演出 - 嶋田明美
- エグゼクティブプロデューサー - 内山聖子（テレビ朝日）
- プロデューサー - 高崎壮太（テレビ朝日）、神通勉（MMJ）
- 制作著作 - テレビ朝日、MMJ

#### 配信日程（スピンオフドラマ2）
| 各話  | 配信日  | サブタイトル   |
| ----- | ------- | -------------- |
| 第1話 | 5月20日 | 参考にならない |
| 第2話 | 6月03日 | 真面目過ぎる女 |

### ウラを聞いてくれ
『ウラを聞いてくれ』のタイトルで、動画配信サービス「TELASA」にて、キャストによる座談会が配信中。
ドラマ制作の裏話やゲーム企画が展開される。

#### 出演キャスト（座談会）
- 小芝風花
- 片寄涼太（GENERATIONS from EXILE TRIBE）
- 原菜乃華
- 中村ゆりか
- 西村瑞樹（バイきんぐ） - MC担当
- 井頭愛海

| テレビ朝日系 金曜ナイトドラマ                               | テレビ朝日系 金曜ナイトドラマ             | テレビ朝日系 金曜ナイトドラマ              |
| 前番組                                                      | 番組名                                    | 次番組                                     |
| ----------------------------------------------------------- | ----------------------------------------- | ------------------------------------------ |
| リエゾン -こどものこころ診療所- （2023年1月20日 - 3月10日） | 波よ聞いてくれ （2023年4月21日 - 6月9日） | 警部補ダイマジン （2023年7月7日 - 9月1日） |